# Daniela Nuțu-Gajić
Daniela Nuțu-Gajić est une joueuse d'échecs roumaine puis australienne née Daniela Silvia Nuțu le 8 juin 1957 à Timișoara en Roumanie.

## Biographie et carrière
Grand maître international féminin depuis 1986, elle a remporté :
- trois fois le championnat de Roumanie (en 1978, 1979 et 1980) ;
- le championnat de Yougoslavie en 1989 ;
- le championnat d'Australie en 1995.

### Championnats du monde
Daniela Nuțu-Gajić a participé à deux tournois interzonaux féminins :
- en 1985, elle finit troisième avec 8,5 points sur 13, ex æquo avec Pia Cramling et Nana Iosseliani, tournoi interzonal remporté par Nana Alexandria ;
- en 1991, elle finit treizième ex æquo, avec 7 points sur 13, de l'interzonal féminin remporté par Nona Gaprindashvili.

En 1985, elle perdit le mini-tournoi de départage à trois pour la troisième place qualificative pour le tournoi des candidates.

### Compétitions par équipe
Daniela Nuțu-Gajić a représenté la Roumanie lors de sept olympiades féminines de 1978 à 1994, marquant plus de 70 % des points (54/77) et remportant cinq médailles.
- En 1980, elle remporta la médaille d'or individuelle au troisième échiquier avec 7,5 points sur 10 (la Roumanie finit quatrième de la compétition).
- En 1982, elle remporta la médaille d'or individuelle au troisième échiquier avec 11 points sur 12 (dix victoires et deux parties nulles) et la médaille d'argent par équipe. Elle battit l'ancienne championne du monde soviétique Nana Iosseliani.
- En 1984 et 1986, elle remporta la médaille de bronze par équipe.
- En 1992, elle battit l'ancienne championne du monde géorgienne Nona Gaprindachvili au deuxième échiquier.
- En 1994, lors de sa dernière participation, la Roumanie finit à la cinquième place.